# إميلي بيكون
إميلي بيكون (بالإنجليزية: Emily Bacon)‏ هي طبيبة أمريكية، ولدت في 1881 في مورستاون ‏ في الولايات المتحدة، وتوفيت في 1972.

## الحياة الشخصية
ولدت إميلي بارتريدج بيكون لعائلة مكونة من 6 أفراد، في موورستاون تاونشيب، في 10 فبراير 1891. التحقت إميلي في عام 1908 بكلية ويلسون في تشامبرسبيرغ. كانت إميلي نشطة للغاية في الحياة الإجتماعية والرياضية خلال سنوات دراستها الجامعية، حيث كانت رئيسة للفصل لمدة ثلاث سنوات، وشاركت في العديد من الجمعيات الأدبية، ولعبت في فريق الهوكي.